# Marien-Hospital Wesel
Das Marien-Hospital Wesel ist ein Plankrankenhaus in Wesel am Niederrhein. Es verfügt über 16 Fachabteilungen und 432 Planbetten. Das Marien-Hospital ist Akademisches Lehrkrankenhaus der Westfälischen Wilhelms-Universität Münster.

## Geschichte
Die Vorgängerinstitution des Krankenhauses war ein 1844 durch 26 katholische Weseler Bürger gegründeter Wohltätigkeitsverein. Dieser Verein nutzte ein Haus an der Feldstraße, der heutigen Pastor-Janßen-Straße in der Weseler Innenstadt, für die Pflege von Kranken. Unter dem Namen „Verein Marien-Hospital Wesel“ besteht der Verein bis heute. Am 8. September 1858 trafen Ordensschwestern aus Münster für die Krankenpflege in Wesel ein. Ab diesem Zeitpunkt wurde der Name Marien-Hospital verwendet. 1878 wurden im Krankenhaus die ersten Operationen vorgenommen. Im Februar 1945 wurde das Krankenhaus im Zweiten Weltkrieg durch Luftangriffe zerstört.
1947 konnte ein erster Gebäudeteil wiedereröffnet werden. Das erste von mehreren Seniorenheimen wurde 1977 durch den Träger des Krankenhauses eingerichtet. Das Krankenhaus wurde im Lauf der Zeit um verschiedene Fachabteilungen ergänzt und in den 1980er Jahren wurde die Chirurgie in mehrere Fachabteilungen differenziert. 2003 wurde durch den Trägerverein gemeinsam mit der Stiftung St. Willibrordus des Emmericher Krankenhauses die Holding „pro homine“ als neuer Träger des Krankenhauses und der zugehörigen Seniorenheime gegründet. Zu Beginn des 21. Jahrhunderts wurden überdies mehrere Bauprojekte realisiert und das Krankenhaus räumlich ausgeweitet. Dazu zählte auch das 2010 eröffnete Haus der Gesundheit mit an das Krankenhaus angebundenen Fachärzten für Hämatologie/Onkologie, Neurologie und Unfallchirurgie. Im Jahr 2017 wurde die neue Intensivmedizin eröffnet. Dort setzt das Marien-Hospital als nationales und internationales Referenzkrankenhaus seit 2019 eine innovative Lichttechnik zur Delir-Prävention in der Patientenversorgung ein. Es simuliert den natürlichen Tag-Nacht-Rhythmus, um Verwirrtheitszustände zu vermeiden. Seit 2015 besteht im Marien-Hospital das Niederrheinische Zentrums für Tumorerkrankungen (NZT) unter der Leitung von Prof. Dr. Henning Schulze-Bergkamen. Mittels mehrerer Kooperationen mit universitären Einrichtungen, u. a. im Rahmen eines molekularen Tumorboards, wird eine moderne multimodale Therapie auch wohnortnah angeboten. Im Zuge dessen wurde die ambulante Versorgung onkologischer Patienten durch die Universitätsmediziner Melanie Guyot und Dr. Mathias Hoiczyk ausgebaut, zuletzt komplettiert durch den ehemaligen Chefarzt des Duisburger Klinikums, Prof. Dr. Stephan Petrasch.

## Gebäude
Das Marien-Hospital befindet sich an der Pastor-Janßen-Straße 8–38 rund 100 Meter vom Großen Markt und dem dort gelegenen Willibrordi-Dom entfernt. In direkter Nachbarschaft befindet sich die St. Mariä Himmelfahrt-Kirche. Das Krankenhaus nimmt einen ganzen Straßenblock ein und setzt sich aus mehreren Teilgebäuden aus mehreren Bauphasen zusammen. Neben der Pastor-Janßen-Straße ist es von der Kramperstraße, der Kurzen Straße und der Domstraße umgeben, zudem liegen einige Gebäude hin zur Straße Entenmarkt.

## Fachabteilungen
Das Krankenhaus umfasst folgende 16 Fachabteilungen und zugehörige Zentren:
- Ambulantes Operationszentrum
- Klinik für Allgemein-, Viszeral- und Tumorchirurgie
- Darmzentrum Unterer Niederrhein
- Klinik für Gefäßchirurgie
- Klinik für Anästhesiologie, operative Intensivmedizin und Schmerztherapie
- Klinik für Orthopädie, Unfall- und Handchirurgie
- Klinik für Frauenheilkunde und Geburtshilfe
- Klinik für Senologie und Brustzentrum Wesel
- Klinik für Ästhetische Chirurgie
- Klinik für Altersmedizin
- Geriatrische Tagesklinik
- Zentrum für Kinder und Jugendliche
- Klinik für Kinder- und Jugendmedizin
- Sozialpädiatrisches Zentrum
- Interdisziplinäre Frühförderhilfe
- Kinder- und Jugendpsychiatrie und Psychotherapie
- Klinik für Innere Medizin I (Kardiologie/Angiologie/Pneumologie/Intensivmedizin)
- Klinik für Innere Medizin II (Gastroenterologie, Hämatologie/Onkologie und Diabetologie/Rheumatologie)
- Belegabteilung für Urologie und Kinderurologie
- Niederrheinisches Zentrum für Tumorerkrankungen (NZT)
- Zentrale Notaufnahme
- Praxis für Radiologie und Nuklearmedizin